# 紅方塊星雲
紅方塊星雲位於巨蛇座的恆星MWC922所佔據的天區範圍內。這個雙極星雲的第一張影像是位於加利福尼亞州帕洛瑪天文台的海爾望遠鏡在2007年4月釋出的。它最引人注目的是正方形的形狀，依據雪梨大學天文物理學家彼得·圖希爾的說法，這是有史以影像最對稱的天體之一。
康奈爾大學的塔海爾和他的合作夥伴詹姆斯勞埃德提出解釋，宣稱它的形狀源自從一端至另一端的兩個圓錐形。他們也解釋在SN 1987A所看見的雙環結構。
與圖希爾合作的夥伴，康奈爾大學的詹姆斯·勞埃德（James Lloyt）提出的解釋認為，正方形是兩個從側面觀察到的圓錐形造成的。這也解釋了在超新星SN 1987A中看到的"雙環"結構。
一系列微弱的輻射條紋從結構中心向外輻射。一個可能的解釋是這些輻條是由週期性的波紋或波，投射在靠近中心的內盤表面的陰影。
對於中心恆星如何產生星雲的形狀，還沒有明確的解釋： 
許多低質量的恆星，像是我們的太陽，在接近它們的生命終點時，會拋棄它們的外殼形成壯觀的行星狀星雲。但是在紅方塊星雲心臟，稱為MWC922的高溫恆星，似乎有著相對較大的質量，使它經歷其它的過程而形成獨特的形狀。澳大利亞雪梨大學的彼得·圖希爾說"這是百萬美元的問題"："所有這些美麗、清爽的結構是如何形成的？"。

## 註解
1. 1 2 3  , SIMBAD, Centre de données astronomiques de Strasbourg, 2016-05-12  [2020-07-27], （原始内容存档于2020-08-16）
2. 1 2 3 4  Peter Tuthill. .   [2011-05-02]. （原始内容存档于2021-03-30）.
3. ↑  Saleh, Anna. . ABC Science Online. 2007-04-13  [2007-04-16]. （原始内容存档于2020-08-03）.

## 外部連結
- Than, Ker. . Space.com. 12 April 2007  [2011-03-18]. （原始内容存档于2010-08-08）.
- . Phys.Org. 13 April 2007  [2011-03-18]. （原始内容存档于2011-06-06）.
- Tuthill, Peter G.; Lloyd, J. P. . Science. 13 April 2007, 316 (5822): 247. Bibcode:2007Sci...316..247T. PMID 17431173. doi:10.1126/science.1135950.
- NASA Astronomy Picture of the Day: MWC 922: The Red Square Nebula (16 April 2007)
- NASA Astronomy Picture of the Day: MWC 922: The Red Square Nebula (23 March 2011)